# Hauzenberger Granit

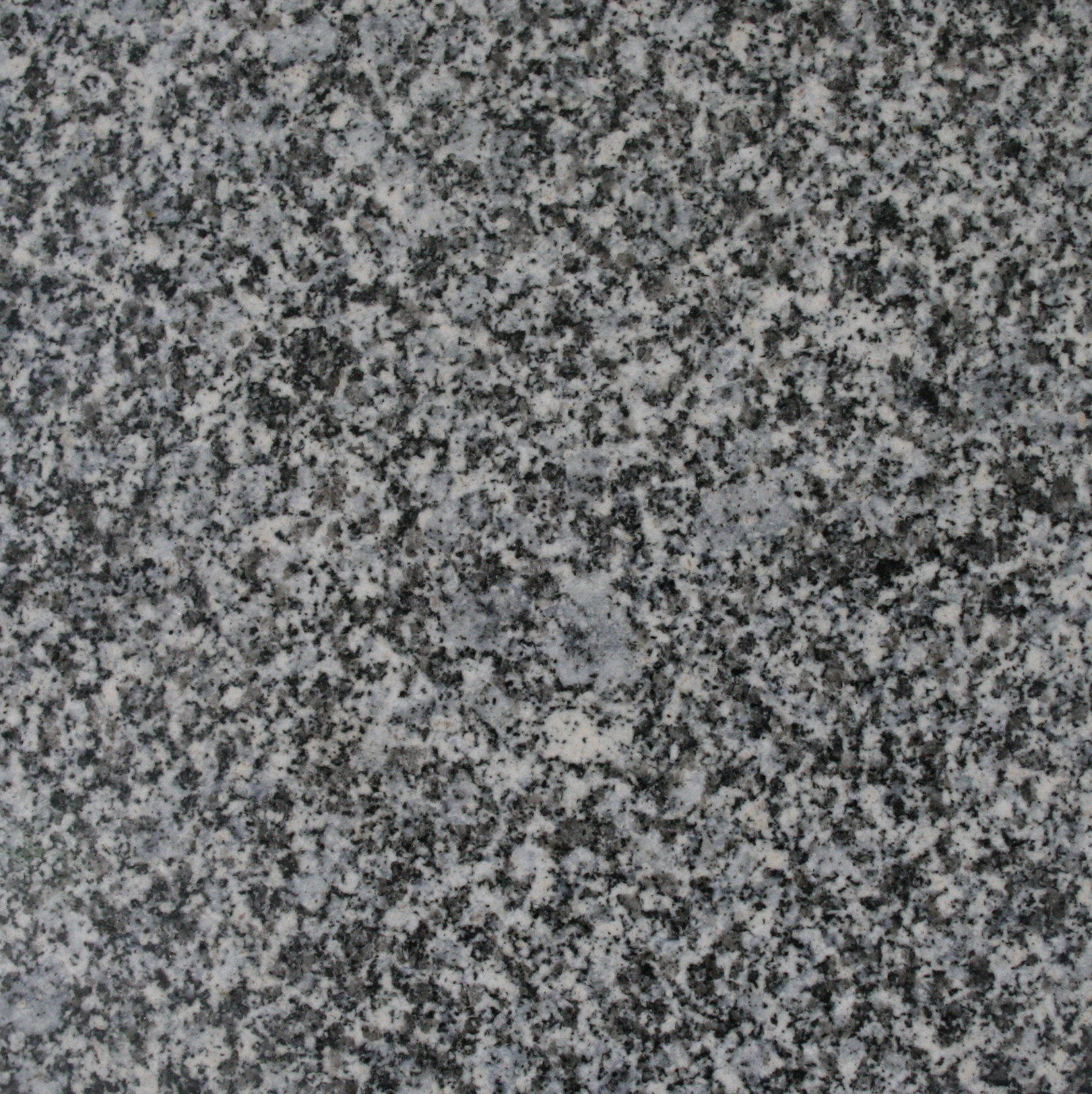
Hauzenberger Granodiorit, poliertes Muster

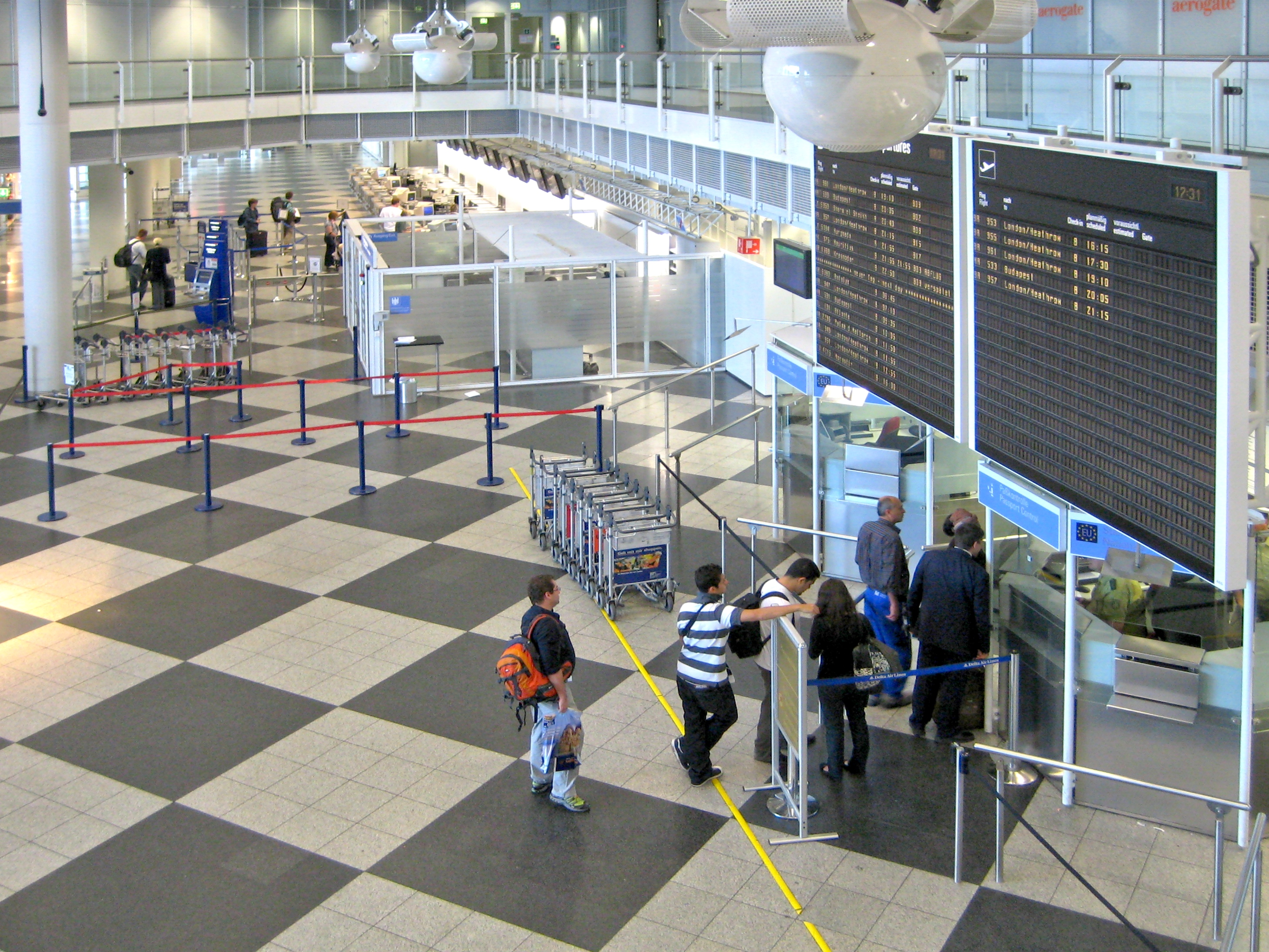
Die hellen Quadrate des Fußbodens auf der Ebene 4 des Flughafens München sind aus Hauzenberger Granit

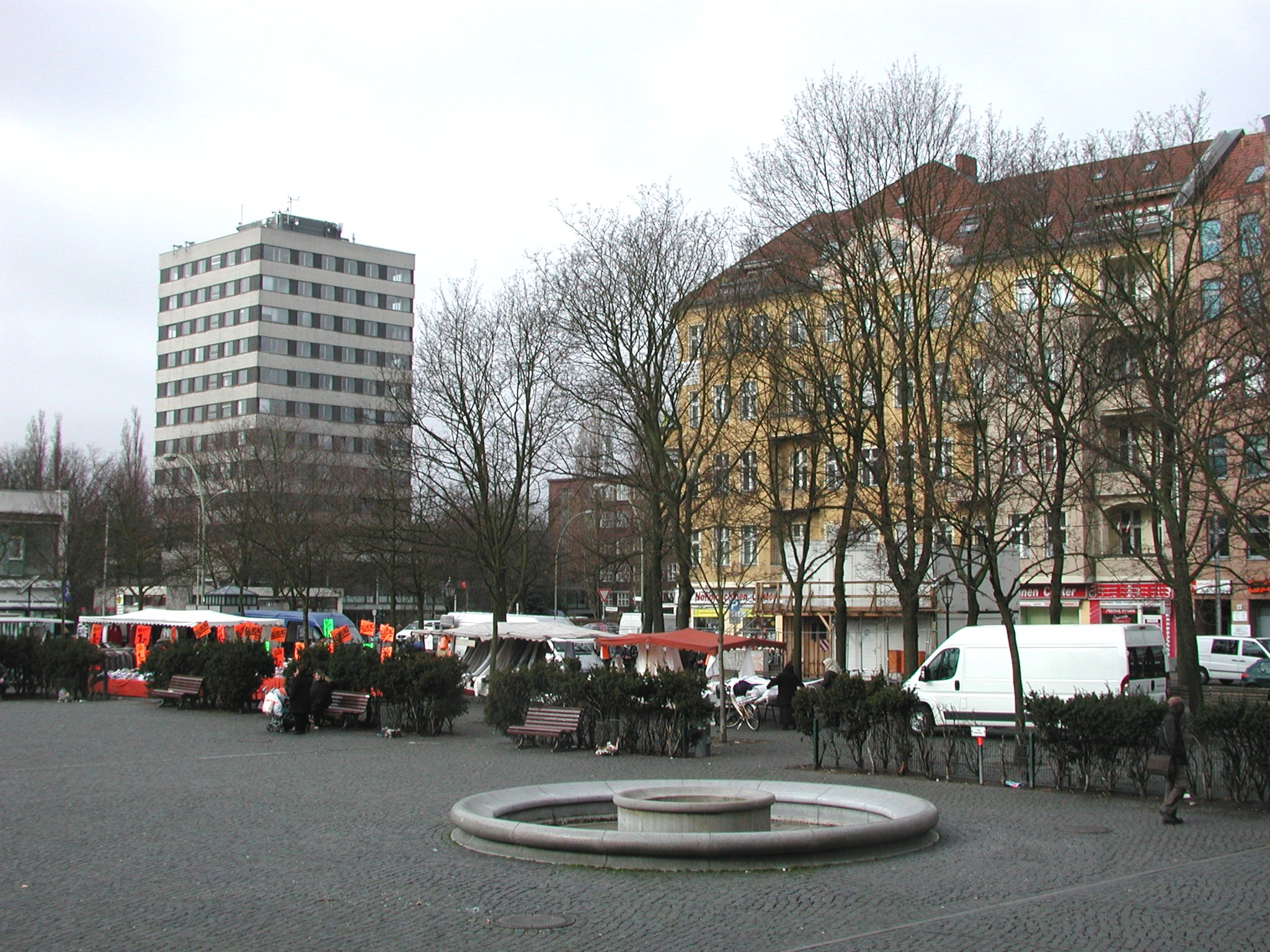
Kreisrunder Brunnen auf dem Leopoldplatz im Berlin-Wedding aus Hauzenberger Granit

Hauzenberger Granit, im Handel auch Kronreuther Granit genannt, ist einer der kulturhistorisch bedeutendsten Granite aus dem östlichen Bayerischen Wald, der im Passauer Wald bei Hauzenberg vorkommt. Das zweitgrößte Granitvorkommen des Intrusivgebiets in Niederbayern entstand im Oberkarbon; es hat ein Alter von etwa 320 Mio. Jahren. Im Hauzenberger Steinbruchsgebiet kommen zwei Granittypen und ein Granodiorit vor.
In dem traditionellen Abbaugebiet des Hauzenberger Granits fand in den 1980er Jahren mit einer Dauer von zehn Monaten der längste Streik in der Geschichte der deutschen Gewerkschaftsbewegung statt.

## Geologie und Vorkommen
Im Bayerischen Wald gibt es mehrere Vorkommen von Granit, die größten befinden sich um Hauzenberg und bei Fürstenstein/Tittling. Das Hauzenberger Massiv ist das zweitgrößte Vorkommen und erreicht eine Ausdehnung von knapp 60 km². Es erstreckt sich Oberflächen nah ost-westlich von Hauzenberg 11 Kilometer bis nach Waldkirchen. Daneben kommen großkörnige Pegmatite und feinkörnige Aplite vor. Es ist Teil der Böhmischen Masse, die eine Ausdehnung von 300 × 300 Kilometern hat. Dieser Granit entstand in der Spätphase der variszischen Gebirgsbildung und drang in Erdtiefen von über 10 Kilometer in hochmetamorphe Gesteine ein, erkaltete und kristallisierte aus. Im Laufe der Erdgeschichte wurden die Deckgebirge abgetragen und Kuppen des Granitplutons wurden freigelegt.
Zum Hauzenberger Granitvorkommen gehört auch der Nammering Granit, der bei Nammering bei Aicha vorm Wald gewonnen wird.

## Geotop

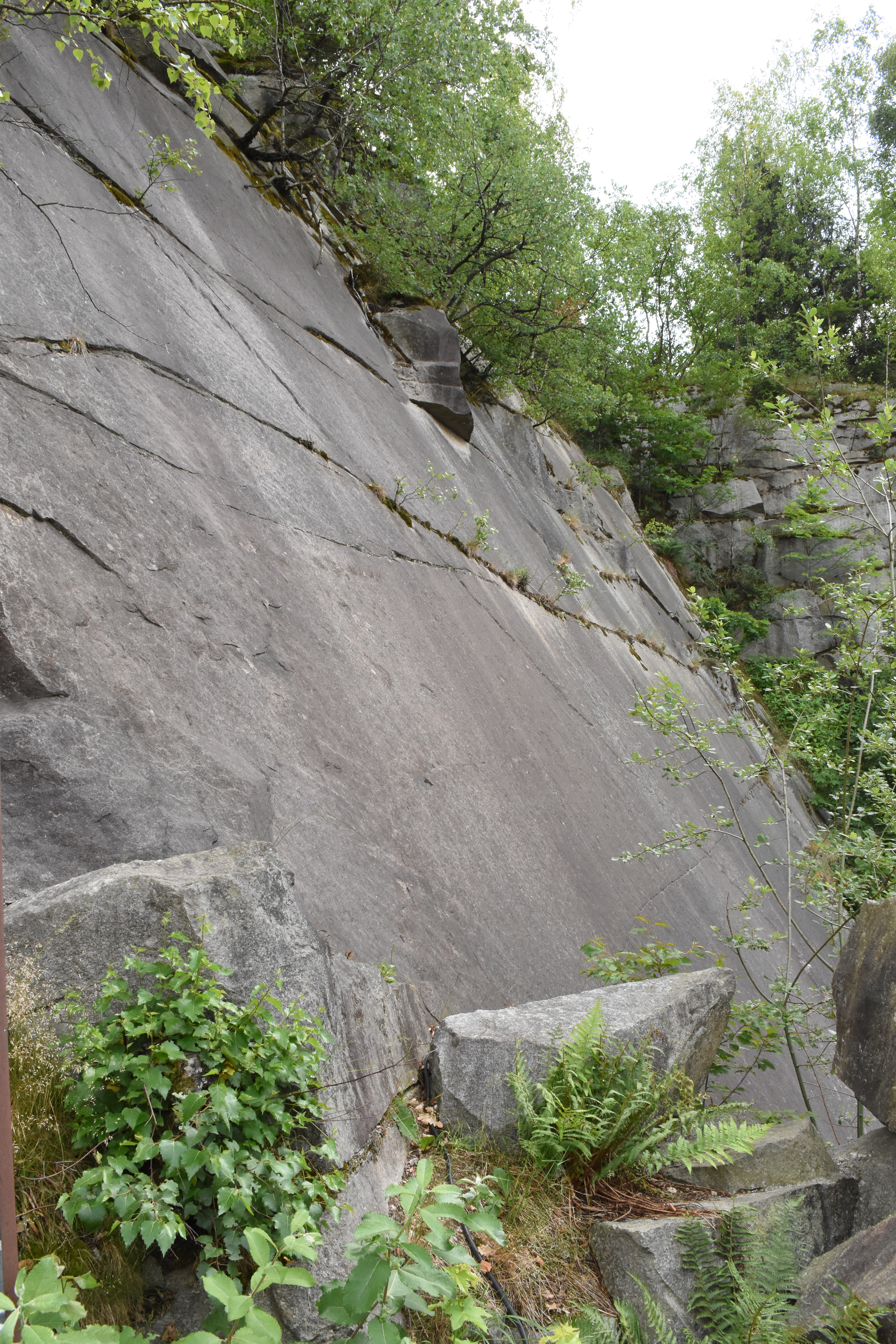
Hartgestein; Granitsteinwand im ehemaligen Steinbruch Schachet

Der Steinbruch Schachet ist vom Bayerischen Landesamt für Umwelt als wertvolles Geotop (Geotop-Nummer: 275A039) ausgewiesen.

## Gesteinsbeschreibung
Hauzenberger Granit ist schwarz-weiß gesprenkelt. Er enthält Quarz, hell-graublauen Plagioklas und weiß-grauen Alkalifeldspat. Biotit ist relativ gleichmäßig im Gestein verteilt. Es gibt zwei Typen von Hauzenberger Granit, einen feinkörnigen, einen mittel- bis großkörnigen und ein weiteres Gestein, das nicht zu den Graniten zählt, der Hauzenberger Granodiorit. Der mittel- bis großkörnige Granit zeigt Einsprenglinge bis zu einer Größe von 3 Zentimetern.
Der feinkörnige Hauzenberger Granit I ist leicht bläulich bis grau und der mittelkörnige Hauzenberger Granit II ist gelb- bis bräunlich gefärbt. Der in der Umgebung von Wotzdorf vorkommende Granodiorit ist graublau.

## Historische Verwendung

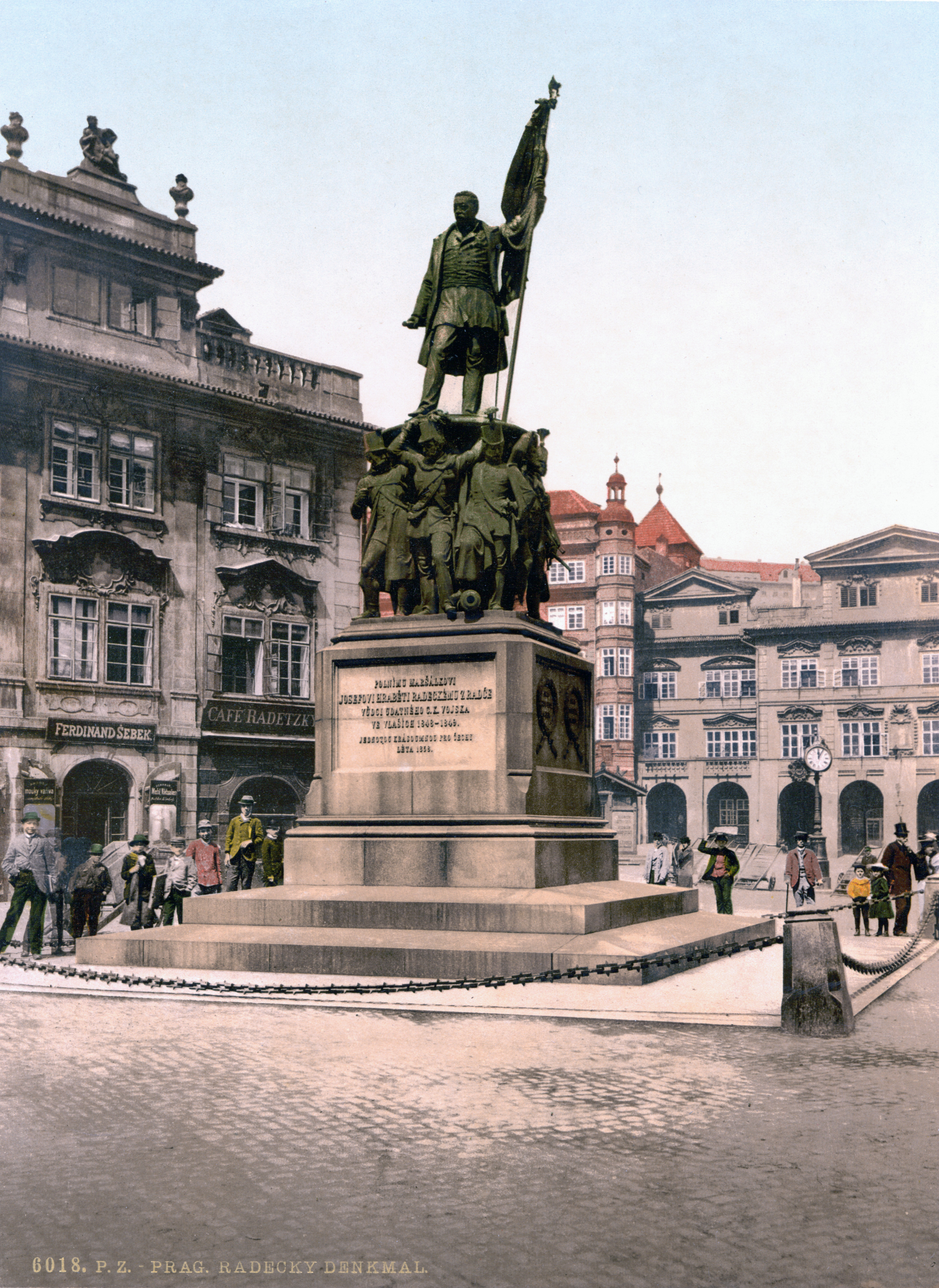
Radetzky-Denkmal in Prag: Sockel und Stufen aus Hauzenberger Granit, aufgestellt 1858 und 1919 abgetragen.

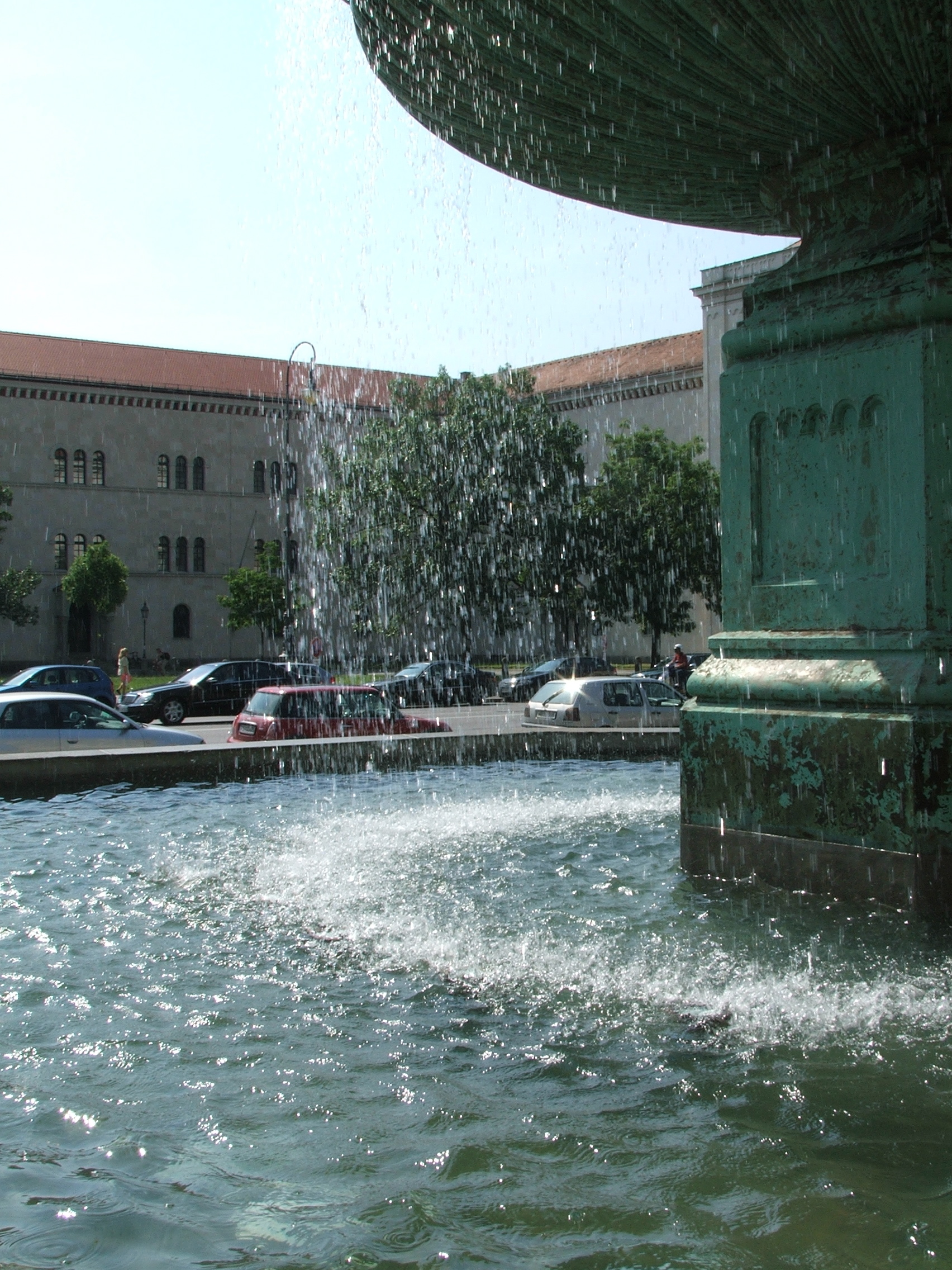
Brunnen vor der Universität in München: Sockel und Stufen sind aus Hauzenberger Granit

Es hat im Verlauf der Geschichte im Hauzenberger Granitvorkommen etwa 200 Steinbrüche gegeben. Die bekanntesten Brüche sind beispielsweise Berbing, Freudensee, Döbling, Fürsetzing, Eckmühle, Tiessen, Lindbüchl, Kronreuth, Raßreuth, Eitzing, Bauzing, Büchlberg, Döbling, Wotzdorf, Niederkümmering, Schachet und Kaltrum.
Vor dem 17. Jahrhundert wurden die Werksteine aus den auf den Feldern oder im Wald befindlichen Granitblöcken geschlagen. Daher kommt vermutlich die Bezeichnung Waldgranit. Die ersten Steinbrüche wurden oberflächlich angelegt und erst ab der Zeit der Industrialisierung wurden tiefere Gesteinslagen gewonnen.

### Ab 15. Jahrhundert
Der Hauzenberger Granit kam im Stadtbereich von Hauzenberg für die Burg Freudensee im 15. Jahrhundert erstmals in der Baugeschichte in Form eines Bruchsteinmauerwerk zur Verwendung, und danach an der spätgotischen Kirche St. Vitus. Der Bau von Kirchen war gegen Ende des 15. Jahrhunderts eine bedeutsame Aufgabe für Maurer und Steinmetzen nicht nur im niederbayerischen Raum – allerdings waren die meisten Bauten jener Zeit nicht aus Granit, sondern aus dem weicheren Sand- und Kalkstein. Die Steinmetzen wollten in Hauzenberg eine eigene Zunft errichten, jedoch lehnte dies der Passauer Bischof ab und so mussten die Steinmetzen Hauzenbergs in der Passauer Steinmetzzunft verbleiben.
Die für Bauwerke verwendeten Granite wurden bis ins 17. Jahrhundert vor allem auf den Feldern aufgesammelt und erst in der zweiten Hälfte des 17. Jahrhunderts wurden Granit-Steinbrüche im bischöflichen Auftrag eröffnet und betrieben. Es gab des Weiteren fortwährende Auseinandersetzungen um die Verleihung des Meisterrechts und um die Zulassung zur gewerblichen Steinmetzarbeit. 1804 bekam Hauzenberg eine eigene Steinmetzzunft, die 1836 in einen Gewerbeverein umgewandelt wurde.

### 19. Jahrhundert
Zu Beginn des 19. Jahrhunderts wurden Bauernhöfe um Hauzenberg mit Granitportalen versehen und aus Mauersteinen gebaut. Die Brückenbauwerke in Passau, wie die Maximiliansbrücke und die Ilz-Triftsperre bei Hals wurden aus diesem Granit erbaut und später kamen die Brücken Passaus über die Ilz und den Inn hinzu.
Der bayerische König Ludwig I., der zunächst Mauthausener Granit aus Österreich verbauen wollte, nahm davon Abstand, weil die gewünschten Größen nicht lieferbar waren, und beauftragte den Münchener Stadtbaurat Karl Muffat mit der Suche nach Alternativen. Dieser fand im Hauzenberger Granit das geeignete Material. Im Frühjahr 1845 gab Friedrich von Gärtner den Auftrag, 18 Säulen für die Befreiungshalle in Kelheim aus dem Steinbruch Freudensee mit einem Gewicht von 33 Tonnen und weitere 18 kleinere Säulen herzustellen. Sie wurden angefertigt, jedoch nach dem Tode von Gärtner auf Weisung von Leo von Klenze wegen ihrer Gestaltung und Größe nicht dort aufgestellt. Zwei dieser Säulen, die verändert wurden, befinden sich vor dem Eingang der Ludwig-Maximilians-Universität München an der Amalienstraße.
Klenze reiste nach Hauzenberg und schloss 1851 einen Vertrag über 72 Säulen für die innere Säulengalerie der Befreiungshalle Kelheim. Die Säulen wurden nicht in Hauzenberg fertiggestellt, sondern von dem Pionier der Schleiftechnik Erhard Ackermann aus dem Fichtelgebirge in den Jahren 1854 bis 1858 aus Fichtelgebirgsgranit poliert. Im 19. Jahrhundert wurde Hauzenberger Granit beispielsweise für die Brunnen an der Ludwig-Maximilians-Universität München, für den Sockel des Denkmals für Radetzky in Prag und für das Denkmal des bayerischen Königs Maximillian I. vor dem Nationaltheater in München verwendet. Ferner wurden um die Jahrhundertwende Bottiche als Säurebehälter für die chemische Industrie aus großen Steinblöcken des Hauzenberger Granits geschlagen, da dieser dafür besonders geeignet war. 1882 erhielt das Granitwerk Kinadeter in Hauzenberg den Auftrag, 12.000 laufende Meter Bordsteine herzustellen; da die Stadt München mit dem Material für Bord- und Pflastersteine zufrieden war, lieferte der Betrieb jährlich rund 30.000 laufende Meter Bordsteine. Davon erhielt der Hauzenberger Granit vermutlich auch den Namen Bordstein-Granit.
1873 wurde eine Pferdebahn von der Donau nach Hauzenberg geplant, weil sich der Handel mit Granit ohne geeignete Transportmittel nicht erfolgreich fortführen ließ. 1898 waren in den Brüchen von Hauzenberg 500 Steinmetzen und Steinhauer beschäftigt; die Jahresproduktion betrug 12.000 Tonnen (etwa 4.200 m³) Naturstein. Um 1900 gab es sechs große Granitunternehmen: Josef Kinadeter, Johann Schwabacher, Alois und Johann Hausteiner, Gebr. Kerber, Josef Schuler und Josef Zieringer. Die Firma Josef Kusser folgte 1907. Erst als 1904 Hauzenberg einen Bahnanschluss erhielt, entwickelte sich die Granitindustrie weiter; die Konjunktur in Deutschland ließ allerdings bereits vor dem Ersten Weltkrieg nach.

### Ab 1914
Im Ersten Weltkrieg ging die Produktion der Granitprodukte zurück, da einerseits die Aufträge fehlten und andererseits Mitarbeiter zum Kriegsdienst eingezogen wurden und nicht kriegswichtige Steinbrüche geschlossen wurden.
Nach dem Ersten Weltkrieg entwickelte sich der Markt für einzelne Granitindustriebetriebe durchaus positiv, da Reparationszahlungen Steinlieferungen an Frankreich und der Markt in den Vereinigten Staaten von Amerika eine Nachfrage nach bearbeiteten  Hauzenberger Granit in den 1920er Jahren nach sich zog.  Die Pflasterherstellung ging erheblich zurück, da viele Straßen ab der Mitte der 1920er Jahre asphaltiert und nicht mehr gepflastert wurden.
Die Weltwirtschaftskrise von 1929 führte dazu, dass fast alle Steinbrüche und Steinwerke im Bayerischen Wald geschlossen wurden. 1929 gab es im gesamten Bayerischen Wald 12.000 arbeitslose Steinarbeiter. Allerdings erholte sich die Granitindustrie insgesamt ab 1933 durch die Bauplanungen der Nationalsozialisten und 1938 wurden in der damals größten Steinmetzfirma Hauzenbergs, die Georg Kusser gründete, angeblich 950 Steinarbeiter in Hauzenberg beschäftigt. Die Steinarbeiter des Bayerischen Waldes waren allerdings wenig empfänglich für nationalsozialistische Parolen, was sich auch darin zeigte, dass in Wotzdorf, einer „Steinarbeiterhochburg“ bei Hauzenberg bei den letzten freien Landtagswahlen die KPD 43 Prozent und die NSDAP lediglich 7 Prozent der Stimmen erhielt.

### Nach 1945
Nach dem Zweiten Weltkrieg entwickelte sich das Granitgewerbe nicht mehr zur früheren Größe, denn die Firmen hatten in den 1950er Jahren wesentlich geringere Umsatz- und die Beschäftigungszahlen als vor dem Zweiten Weltkrieg oder nahmen nach dem Krieg die Produktion nicht mehr auf. Andere Firmen, die hunderte Steinarbeiter beschäftigt hatten, beschäftigten lediglich 10 bis 30 Arbeiter. Einzige Ausnahme war Martin Zankl, der im Vorfeld der Währungsreform einen Betrieb mit drei Steinmetzgesellen eröffnete, der bis heute besteht. Die Nachfrage nach Granit blieb zunächst gering und setzte in den Wiederaufbaujahren ein.

#### Ab 1950
Bis in die 1950er Jahre blieb die Arbeit am Granit eine händische Tätigkeit, doch der Einzug der Mechanisierung war in der Granitindustrie nicht aufzuhalten. Wo früher von Hand gearbeitet wurde, kamen Drucklufthämmer und -bohrhämmer zum Einsatz, Hydraulikpressen ersetzten die Handarbeit des Pflastermachens. Transporte mit Loren wurden durch Kipplaster und Radlader ersetzt. Die schwere Handarbeit wurde erleichtert, andererseits brachte die Beanspruchung der Handgelenke und des Rückens Verschleißerscheinungen und der vermehrte Staubanfall durch mechanische Gerätschaften führte vermehrt zu Silikose-Erkrankungen (Staublunge). Die Akkordleistungen wurden durch die Arbeitgeber vorgegeben und nicht mehr ausgehandelt. Erste Warnstreiks gab es in Tarifkonflikten der 1950er Jahre. In den 1970er Jahren blieb die Arbeitgeberseite bei Forderungen nach Urlaubsgeld, Jahressonderzahlungen sowie saisonunabhängige Beschäftigung unnachgiebig und so kam es 1977 zu einem ersten Streik mit dreiwöchiger Arbeitsniederlegung.

#### Ab 1980
Gegen Ende der 1980er Jahre ging die Nachfrage nach Granit aus dem Bayerischen Wald zurück, weil Granitmaterial aus Indien und China zu billigsten Preisen gekauft wurde. Deshalb kürzten die Arbeitgeber die Akkordleistungen um 20 Prozent, daraufhin kam es zum längsten Arbeitskampf in der Geschichte der deutschen Gewerkschaftsbewegung von mehr als 10 Monaten, den die Industriegewerkschaft Bau-Steine-Erden führte.
Die Anzahl der Granitwerke ging in der Folgezeit in Hauzenberg zurück. Gegen den Trend gibt es Entwicklungen, die durchaus positiv zu bewerten sind, beispielsweise beschäftigte das Hauzenberger Granit-Unternehmen Zankl, das 1948 gegründet wurde, im Jahre 2009 etwa 100 Arbeitnehmer mit Arbeiten an Gesteinen aus aller Welt.

## Heutige Verwendung
Hauzenberger Granit ist sehr verwitterungsbeständig, polierfähig und gegen chemische Aggressorien resistent.
Geeignet ist Hauzenberger Granit vor allem für Bodenbeläge, Treppen, Fassadenplatten, Fensterbänke außen, Mauersteine, Säulen, Tür- und Fenstergewände, für Grabmäler, Brunnen und Schalen, Plastiken, Bordsteine, Klein- und Großpflaster.
In der jüngeren Vergangenheit wurde er vor allem als Fußbodenbelag verwendet, wie zum Beispiel im Olympiagelände in München und als Bodenbelag im neuen Flughafen in München sowie in zahlreichen anderen Städten.

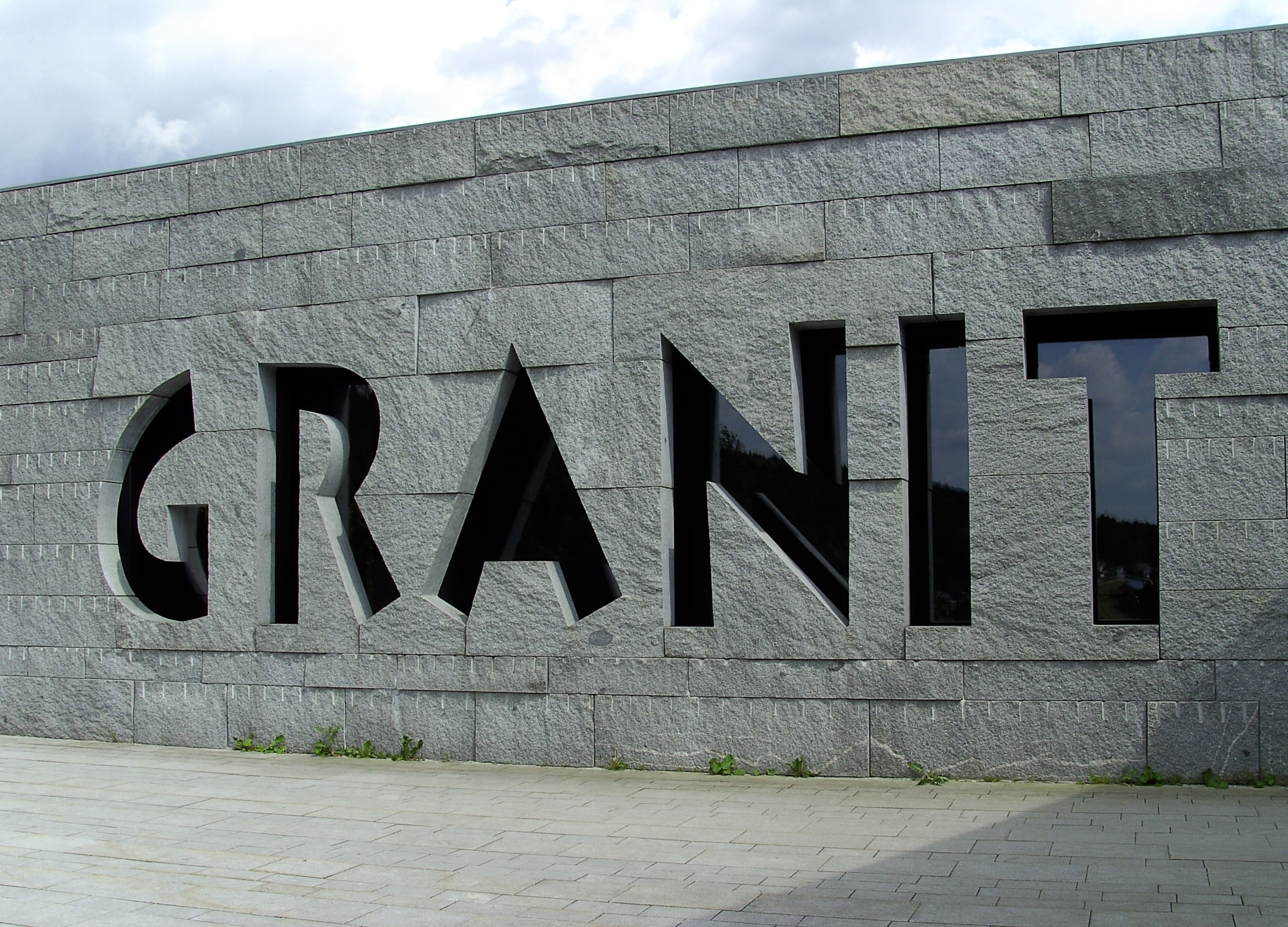
Eingangsbereich des Granitzentrums Bayerischer Wald in Hauzenberg

Eine interessante und neuzeitliche bauliche Anwendung des Hauzenberger Granits ist in dem im Mai 2005 eröffneten Granitzentrum Bayerischer Wald zu betrachten, das nach Plänen der Architekten Brückner & Brückner entstanden ist.